# أركان أوزتورك
أركان أوزتورك (بالتركية: Erkan Öztürk)‏ هو لاعب كرة قدم تركي في مركز الهجوم، ولد في 17 مايو 1983 في ليفركوزن في ألمانيا. لعب مع أيوب سبور وإسطنبول سبور وباير 04 ليفركوزن وسامسون سبور وغازي عنتاب بي.بي.كي.